# Radim (Hradec Králové)
Radim é uma comuna checa localizada na região de Hradec Králové, distrito de Jičín‎.